# Site des premiers hommes de Sangiran
Le site des premiers hommes de Sangiran se trouve dans le centre de l'ile de Java, en Indonésie, à 15 km au nord de la ville de Surakarta, dans la vallée du fleuve Solo. Sa superficie délimitée est de 48 km2. Le site a été inscrit sur la liste du patrimoine mondial de l'UNESCO en 1996.

## Historique

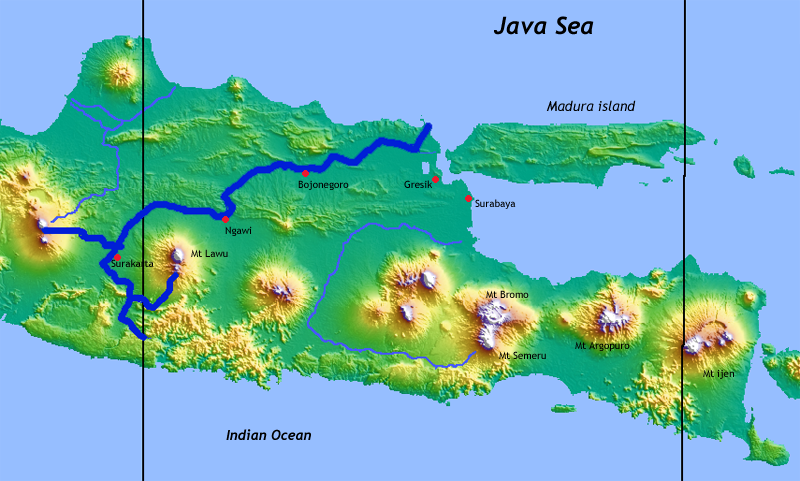
Carte topographique du fleuve Solo.

En 1936, le paléoanthropologue allemand Gustav von Koenigswald commença des fouilles sur le site de Sangiran. De 1936 à 1941, il découvrit 6 fossiles d'hominines, Sangiran 1 à 6, datant d'époques différentes et montrant des caractères variés. Les fouilles se sont poursuivies après 1950 et jusqu'à nos jours, impliquant un nombre croissant de chercheurs locaux. Elles ont produit à ce jour plus de 80 fossiles humains, dont la classification demeure pour nombre d'entre eux sujette à débats.
En 1937, Gustav von Koenigswald accueillit sur le site de Sangiran le paléoanthropologue allemand Franz Weidenreich, venu de Chine jusqu'en Indonésie pour examiner les premiers fossiles exhumés, Sangiran 1 à 3, dont le crâne Sangiran 2. Ils publièrent divers travaux conjoints sur ces découvertes, les attribuant à l'espèce déjà créée en 1894 par le médecin néerlandais Eugène Dubois, Pithecanthropus erectus à partir de restes fossiles découverts à Trinil, situé également sur l'île de Java. En 1939, les deux scientifiques annoncèrent en commun la découverte d'un nouveau crâne, Sangiran 4, jugé plus robuste que Sangiran 2, et attribué à une nouvelle espèce dénommée Pithecanthropus robustus.
En 1939, Koenigswald apporta plusieurs spécimens fossiles javanais à Weidenreich, qui se trouvait à nouveau à Pékin, en Chine. La comparaison des fossiles javanais avec ceux de l'Homme de Pékin, ou Sinanthropus pekinensis, trouvés sur le site chinois de Zhoukoudian, les amena à conclure que les morphologies étaient très proches. Ils décidèrent alors d'abandonner le genre Sinanthrope, créé par le paléoanthropologue canadien Davidson Black en 1927, en ramenant tous les fossiles chinois au genre de création antérieure Pithécanthrope.
En 1941, Koenigswald découvrit le fossile Sangiran 6, jugé encore plus robuste que Sangiran 4. Franz Weidenreich créa pour lui en 1942 l'espèce Meganthropus palaeojavanicus, devenue par la suite Homo paleojavanicus ; le fossile est réattribué au genre Meganthropus, considéré comme un taxon valide en 2019.
En 1944, le biologiste germano-américain Ernst Mayr proposa de remplacer le genre Pithécanthrope par le genre Homo, pour toutes les espèces potentiellement concernées, et obtint progressivement un consensus scientifique sur ce changement de dénomination. L'appellation Pithécanthrope n'a plus aujourd'hui qu'une valeur historique.

## Stratigraphie
Le site de Sangiran est constitué d'un dôme anciennement soulevé par la tectonique et progressivement érodé par les éléments.
Les fouilles ont révélé deux couches principales, la formation Sangiran et la formation Bapang, séparées par une couche intermédiaire  dénommée la zone Grenzbank, initialement datée à 1,58 Ma par la méthode argon - argon. Les variations très complexes de la stratigraphie du site rendent difficile une datation fiable des fossiles découverts. Les plus anciens sont issus du sommet de la formation Sangiran mais la plupart des fossiles ont été trouvés dans la formation Bapang.
Des datations de la zone Grenzbank, obtenues par la méthode U-Pb et par les traces de fission, donnent un âge récent (1,34 Ma). Cependant, des datations récentes obtenues par la méthode des isotopes cosmogéniques -qui permet de dater strictement l'âge d'enfouissement- adossée à une méta-analyse de toutes les datations existantes donnent un âge de 1,8 Ma pour la zone Grenzbank.

## Principaux fossiles trouvés sur le site
Les plus de 80 fossiles humains découverts à ce jour sur le site, dont 10 crânes partiels et 14 mandibules, peuvent se répartir en deux grandes familles, les spécimens robustes, jugés les plus anciens, et les spécimens graciles, jugés les plus récents.

### Spécimens robustes
- Sangiran 4

Le crâne partiel Sangiran 4, ayant conservé son palais et l'essentiel de son maxillaire avec ses dents, fut découvert par Gustav von Koenigswald en 1939, et donna lieu à la création de l'espèce Pithecanthropus robustus.
- Sangiran 6

La mandibule très robuste Sangiran 6, découverte par Gustav von Koenigswald en 1941, fut attribuée à la nouvelle espèce créée en 1942 à cette occasion Meganthropus palaeojavanicus.
- Sangiran 27
- Sangiran 31

### Spécimens graciles
- Sangiran 2

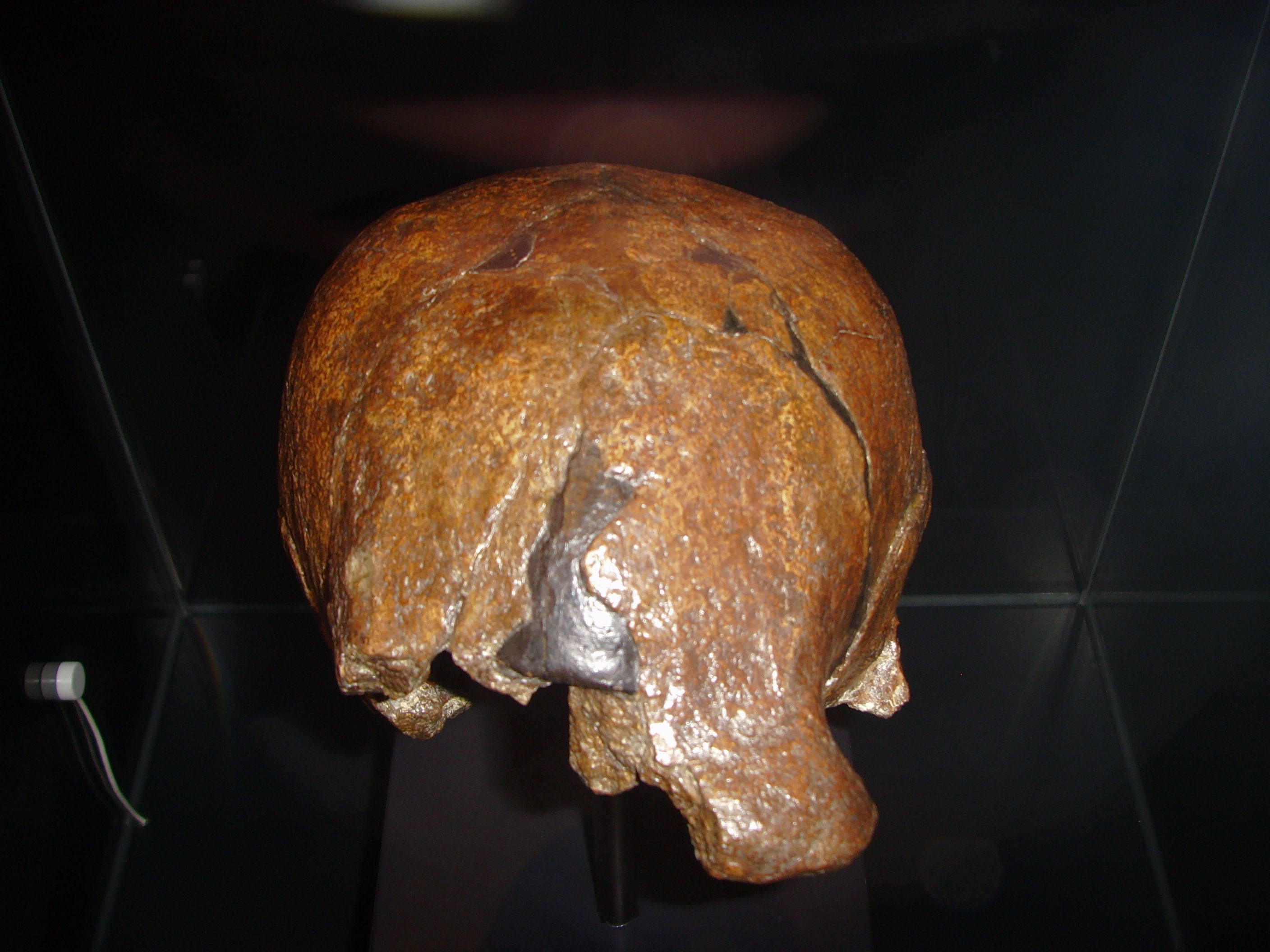
Crâne Sangiran 2 (1937).

Sangiran 2 est une calotte crânienne découverte par Gustav von Koenigswald en 1937.

Ce fossile fut attribué à l'espèce Pithecanthropus erectus, devenue ensuite Homo erectus.
- Sangiran 17

Le crâne Sangiran 17 fut découvert en 1969 et décrit en 1973 par le paléoanthropologue indonésien S. Sartono. C'est le crâne le plus complet découvert à ce jour sur le site. Son volume endocrânien est estimé à 1 029 - 1 125 cm3.

## Faune associée

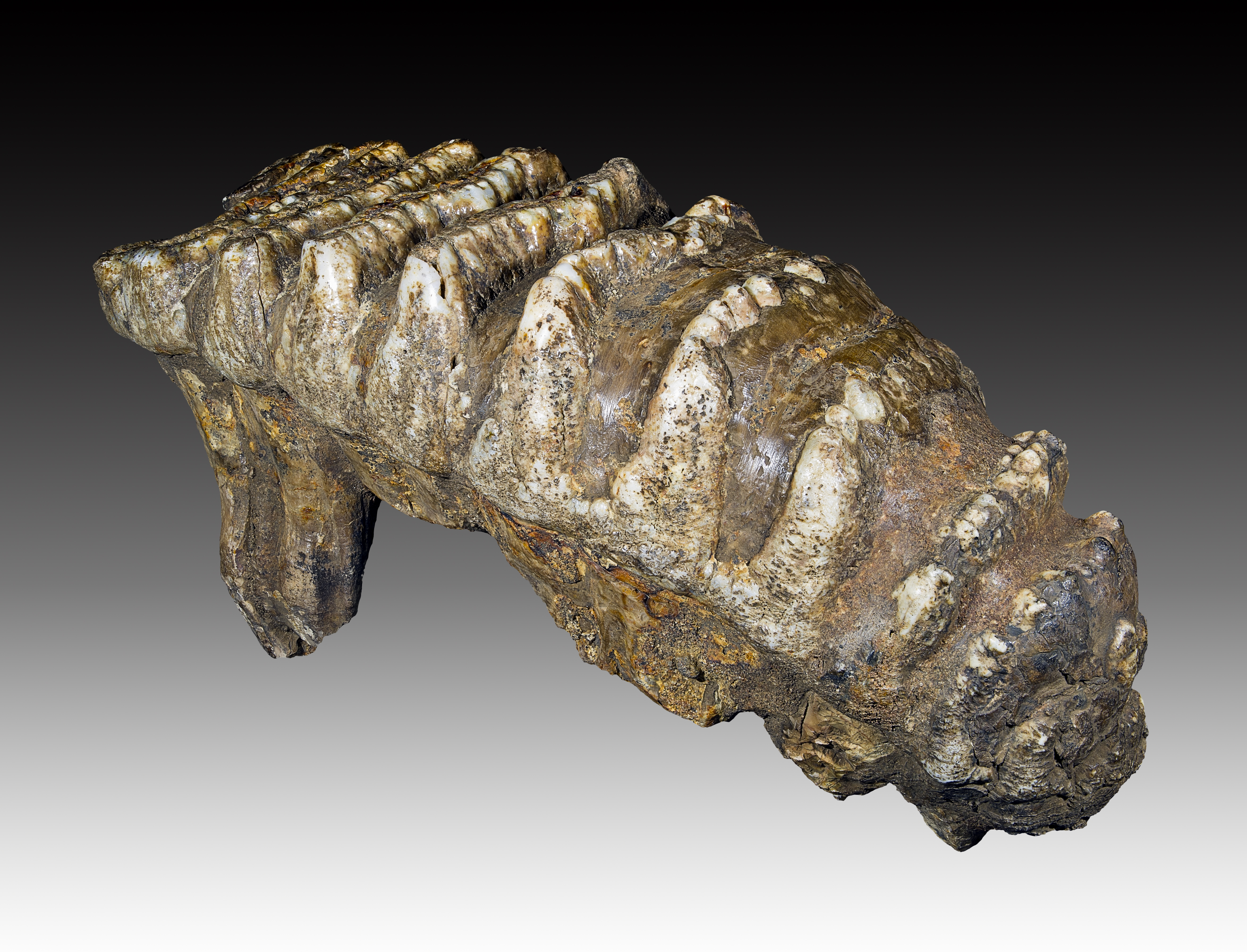
Stegodon trigonocephalus - Molaire.